# Théâtre-école de Montreuil
Le théâtre-école de Montreuil (TEM) est un centre de formation à l'art dramatique et aux techniques théâtrales fondé en 1964 à Montreuil (Seine-Saint-Denis) et dirigé jusqu'à sa disparition en 1999 par Jean Guerrin.

## Fonctionnement
Présenté par André Degaine comme « Expérience unique en France... Le théâtre non professionnel conçu comme instrument d'éducation, de formation d'expression, de création... pour les habitants d'une banlieue ouvrière de 100 000 habitants. », le théâtre-école de Montreuil dispense durant trente-cinq ans, selon le principe des cours du soir délivrés par le CNAM, un enseignement permettant aux salariés de suivre sur leur temps libre la formation choisie, jeu de l'acteur, mime, masques, mise en scène, scénographie, décors, costumes, éclairage, son, etc. 

## Historique
Créé en 1964 par Jean Guerrin, comédien, élève de Charles Dullin et Jean Vilar (TNP), Jean-Marie Binoche, mime et chorégraphe (compagnies de Marcel Marceau et Caroline Carlson) et Jean-Claude Ruas, écrivain, le théâtre-école de Montreuil est installé dans les locaux d'une école désaffectée. Les apprentis comédiens, parfois associés aux habitants de la cité, présentent des spectacles itinérants conçus, à partir de sujets d'actualité, pour animer des lieux de vie et de réflexion aussi différents que des écoles, des usines, des immeubles désaffectés. En 1975, la municipalité met à leur disposition le théâtre des Roches dont Jean Guerrin prend la direction. Les résidences dans les théâtres parisiens (TEP) succèdent aux tournées en province, aux collaborations avec les ateliers-théâtres à l'étranger (Rebridge Theatre Workshop de Londres), aux invitations au Festival d'Avignon, In et Off, et toujours retour à Montreuil, raison d'être et port d'attache du TEM,.

## Répertoire
Le répertoire est constitué de textes d'auteurs contemporains ou classiques ou de créations collectives. André Degaine donne celui des quinze premières années : 
| - 1964 : L'Exception et la Règle, Bertolt Brecht - 1965 : Vietnam 65, Ho Chi Minh - 1965 : George Dandin, Molière - 1966 : Mille millions de sauvages de l'hexagone, collectif - 1967 : Amour, montage collectif, ballet d'expression libre - 1967 : L'Arbre de la prison et les femmes, Yannis Ritsos - 1967 : Chant profond de la révolution, Lénine - 1967 : L'Homme des cités modernes, quartier libre - 1967 : La Grèce, l'art et la liberté, quartier libre - 1967 : Révolution, quartier libre - 1968 : Adieu la vieille vie, salut la vie nouvelle, Anton Tchekov - 1968 : Chronique d'un mois de mai, montage collectif - 1968 : Métamorphose, improvisation collective - 1968 : Nuits, Iannis Xenakis - 1969 : L'Ennemi à visage d'homme, Paul Éluard - 1969 : La Mort si difficile et si facile, Bertolt Brecht - Paul Éluard - 1969 : Chants de la terre Sud-Amérique, montage - 1969 : Aujourd'hui ! Aujourd'hui !, improvisation collective - 1969 : Roméo et Juliette, dramaturgie en public - 1971 : La Terre promise, d'après Vladimir Maïakovski - 1971 : Phonique, vocal - 1971 : Chant, vocal - 1971 : Suède, aujourd'hui, montage - 1971 : L'Homme a pouvoir sur l'homme, lettres des fusillés - 1972 : Ah ! Ah ! Souriez, nous ferons le reste, collectif - 1973 : Panique chez Perrault, anti-contes - 1973 : SO'TAN, montage collectif - 1973 : Venez voir le sang dans les rues, Chili, collectif | - 1974 : Incitation au Nixonicide et éloge de la Révolution chilienne, Pablo Neruda - 1974 : Le Bureau, collectif - 1974 : Histoires de bonnes femmes, collectif - 1974 : Pour un délit mineur, collectif - 1975 : Scènes de Brecht, exercices de style - 1975 : Maître Puntila et son valet Matti, Bertolt Brecht - 1976 : Aux accidentés du travail, le Capital reconnaissant, collectif - 1976 : Ic, tic, mastic, collectif - 1976 : La Camisole, collectif - 1976 : Le jour où le soleil, collectif - 1976 : Les Sept Péchés capitaux, collectif d'après Brecht - 1976 : Tall al zaatar, chant funèbre et de combat pour ceux de la colline du Thym - 1977 : Restez chez vous, collectif - 1977 : Jeux de mains, jeux de..., école de mime - 1977 : Poète en morceaux, Boris Vian, Jacques Prévert - 1977 : Grand-peur et misère du Troisième Reich, scènes de Brecht - 1977 : Les Voyages drôlatiques de François Rabelais, collectif - 1978 : Le Temps des cerises - 1978 : Désaccord parfait - 1978 : Cante jondo « Chant profond », Federico Garcia Lorca - 1978 : La Famille tuyau de poêle - 1979 : Les Années mortes - 1979 : Pièce montée, collectif - 1979 : Passe-mémoire, collectif - 1979 : À chacun sa vérité, Luigi Pirandello - 1978 : La Fête des fous, montage collectif - 1980 : La Noce chez les petits bourgeois, exercices dramaturgiques, Brecht - 1980 : Henri VI, William Shakespeare |

## Élèves et formateurs du TEM
En trente cinq ans le théâtre-école de Montreuil a vu passer un nombre important de futurs comédiens, metteurs en scène ou techniciens du spectacle venus apprendre le métier et parfois engagés pour l'enseigner. Parmi ceux-ci, Christian Schiaretti, directeur depuis 2002 du TNP de Villeurbanne, suit au théâtre-école de Montreuil une formation d'acteur avant d'en devenir permanent durant cinq ans et d'y faire ses premières armes de metteur en scène. Il met en scène, en collaboration avec Jean Guerrin, Henri VI de William Shakespeare et La Noce chez les petits bourgeois de Bertolt Brecht, joués par les comédiens du théâtre-école de Montreuil au festival d'Avignon en 1980. 
Lors de la disparition de Jean Guerrin en 2012, Christian Schiaretti rappelle : « La noblesse du TEM est d'avoir été à la fois un lieu militant de formation et un lieu où s'inventaient des initiatives scéniques. J'ai beaucoup de respect pour cette réalité-là ».